# Andrej Petrovič Turčaninov
Andrej Petrovič Turčaninov (rusko Андрей Петрович Турчанинов), ruski general, * 1779, † 1830.
Bil je eden izmed pomembnejših generalov, ki so se borili med Napoleonovo invazijo na Rusijo; posledično je bil njegov portret dodan v Vojaško galerijo Zimskega dvorca.

## Življenje
Njegov oče je bil generalporočnik in državni tajnik za vojaška vprašanja v službi carice Katarine II.
27. maja 1795 je kot višji vodnik vstopil v Preobraženski polk. Pozneje je bil premeščen v več lovskih bataljonih; 6. junija 1799 je prejel čin zastavnika. Udeležil se je vojne tretje in četrte koalicije ter finske vojne. 
8. marca 1810 je bil imenovan za poveljnika 3. lovskega polka, s katerim se je udeležil patriotske vojne leta 1812. 15. septembra 1813 je bil povišan v generalmajorja. 
Po vojni je postal poveljnik 23. pehotne divizije, nato pa je 8. marca 1816 postal poveljnik 3. brigade 23. pehotne divizije, poveljnik 2. brigade 20. pehotne divizije in 6. decembra 1826 je postal poveljnik 22. pehotne divizije.
6. decembra 1828 je bil povišan v čin generalporočnika in 3. septembra 1829 je postal poveljnik Sevastopola. Leta 1830 je bil zaradi neaktivnosti med izgredi v mestu poslan pred sodišče, ki ga je obsodilo zaradi strahopetnosti in zanemarjanja svojih dolžnosti na izgubo čina in odlikovanj. Kmalu po sodbi je umrl.